# تاکسی ۳
تاکسی ۳ (به فرانسوی: Taxi Trois) یک فیلم کمدی اکشن فرانسوی به کارگردانی ژرار کراوسیک محصول سال ۲۰۰۳ است. این فیلم با بازی سامی ناصری، فردریک دیفنتال و ماریون کوتیار دنباله‌ای بر تاکسی ۲ (۲۰۰۰) است و تاکسی ۴ (۲۰۰۷) به دنبال آن قرار دارد. این سومین قسمت از مجموعه فیلم‌های تاکسی است.

## داستان
در فیلم تاکسی ۳ خواهید دید راننده تاکسی، دانیل و پلیس جوان، امیلین، این بار باندی از جنایتکاران چینی را تعقیب می‌کنند که در سراسر فرانسه دست به سرقت می‌زنند. با این حال، آن‌ها ابتدا باید مشکلات شخصی خود را برطرف کرده و…